# گوش‌خراشان
گوش‌خراشان (نام علمی: Cracidae) نام یک تیره از راسته ماکیان‌سانان است.